# 12 de juny
El 12 de juny és el cent seixanta-tresè dia de l'any del calendari gregorià i el cent seixanta-quatrè en els anys de traspàs. Queden 202 dies per a finalitzar l'any.

## Esdeveniments
Països Catalans
- 1295 - Bonifaci VIII declara el Jaume II d'Aragó, rei de Sardenya i de Còrsega.
- 1424 - Atorga el seu darrer testament el poeta cortesà i militar, Jordi de Sant Jordi.
- 1708 - Tortosa: Inici del Setge de Tortosa (1708) per l'exèrcit francès en el marc de la Guerra de Successió Espanyola.
- 1837 - El Gra (Torrefeta i Florejacs, la Segarra): els liberals vencen en la batalla de Gra durant l'Expedició Reial de la Primera Guerra Carlina.
- 1873 - Oristà: Acció d'Oristà, enfrontament armat entre les tropes carlines i les liberals, en el marc de la Tercera Guerra Carlina.
- 1897 - Barcelona: Pere Romeu hi inaugura Els Quatre Gats.
- 1976 - Perpinyà: Presentació del Congrés de Cultura Catalana.
- 1987 - Tarragona: ETA perpetra l'Atemptat d'Enpetrol.

Resta del món
- 1898 - Declaració d'Independència de les Filipines, el general Emilio Aguinaldo declara la independència de les Filipines d'Espanya.[1]
- 1939 - port de Paulhac-Bordeus: Salpa l'Ipanema per fer el primer viatge cap a Veracruz (Mèxic), amb prop de mil exiliats republicans espanyols.[2]
- 1942 - Anne Frank rep un diari pel seu 13è aniversari.
- 1962 - Califòrnia, Estats Units: Frank Morris, acompanyat de Clarence i John Anglin, escapen d'Alcatraz, causant el tancament de la presó i una gran repercussió a la cultura popular.
- 1963 - «Cleopatra» s'estrena al Rivoli Theatre a Nova York, protagonitzada per Elizabeth Taylor, Rex Harrison i Richard Burton.
- 1964 - Sud-àfrica: Nelson Mandela és sentenciat a cadena perpètua per terrorisme.
- 1967 - Es llança el Venera 4 del Programa Venera, que esdevindrà la primera sonda espacial en entrar a una atmosfera d'un altre planeta i enviar-ne dades amb èxit.
- 1982 - Central Park, Nova York: Un milió de persones es manifesten contra les armes nuclears. Hi participen, entre d'altres, Jackson Browne, James Taylor, Bruce Springsteen i Linda Ronstadt.[3]
- 1985 - Es signa a Madrid i Lisboa el tractat d'Adhesió d'Espanya a la Comunitat Europea.
- 1991:
  - a ciutat russa de Leningrad recupera el seu antic nom de Sant Petersburg.
  - Boris Yeltsin es elegit president de Rússia.[4]
- 2009 - Mahmud Ahmadinejad torna a ser escollit President de l'Iran, entre protestes dels opositors per un suposat frau electoral.[5]
- 2014 - Brasil: Inici de la Copa del Món de Futbol de 2014.

## Naixements
Països Catalans
- 1745 - Museros: Joan Baptista Muñoz i Ferrandis, historiador i cosmògraf valencià (m. 1799).[6]
- 1876 - Barcelona: Maria Gay, mezzosoprano catalana (m. 1943).[7]
- 1895 - València: Elena Sorolla i García, pintora valenciana.[8]
- 1907 - Sabadell: Josepa Figueras i Felip, locutora de ràdio catalana. (m. 1992).
- 1921 - València: Luis García Berlanga guionista i director de cinema valencià (m. 2010).
- 1978 - l'Hospitalet de Llobregat: Tatiana Sisquella, periodista catalana (m. 2014).[9]

Resta del món
- 1519 - Florència, República de Florència: Cosme I de Mèdici, Gran Duc de Toscana (m. 1574).[10]
- 1577 - Mels, Suïssa: Paul Guldin, matemàtic (m. 1643).[11]
- 1802 - Norwich, Norfolk (Anglaterra): Harriet Martineau, escriptora anglesa (m. 1876).[12]
- 1827 - Hirzel: Johanna Spyri, escriptora suïssa de llibres infantil. (m. 1901).
- 1857 - Shouldham Thorpe, Norfolk: Kate Lester, actriu de teatre i de cinema mut (m. 1924).[13]
- 1873 - West Sussex: Margaret Damer Dawson, activista antiviviseccionista i cofundadora del primer servei de policia britànic de dones (m. 1920).[14]
- 1892 - Nova York: Djuna Barnes, escriptora i il·lustradora estatunidenca (m. 1982).[15]
- 1894 - Almenar de Soria: Leonor Izquierdo, musa i efímera companya del poeta Antonio Machado (m. 1912).[16]
- 1897:
  - West Auckland, comtat de Durham, Anglaterra: Anthony Eden, polític anglès, 64è Primer Ministre del Regne Unit (m. 1977).[17]
  - Łódź, (Polònia): Aleksander Tansman, també conegut amb la forma francesa del nom, Alexandre Tansman, compositor polonès i un virtuós pianista (m. 1986).[18]
- 1899 - 
  - Königsberg, Prússia: Fritz Albert Lipmann, metge, químic i bioquímic, Premi Nobel de Medicina o Fisiologia de 1953 (m. 1986).[19]
  - Berlín: Anni Albers, dissenyadora tèxtil, teixidora, pintora alemanya, professora de l'Escola de la Bauhaus (m. 1994).[20]
  - Zloczew, Imperi Austrohongarès: Weegee, pseudònim d'Arthur (Usher) Felling, fotògraf estatunidenc (m. 1968).[21]
- 1910 - Florència: Paolo Costoli, nadador i jugador de waterpolo italià. (m. 1966).[22]
- 1912 - Londres: Eva Crane, investigadora de les abelles i eminent apicultora, a més de física i matemàtica (m. 2007).[23]
- 1913:
  - Wila, Zúric, Suïssa: Elisabeth Eidenbenz, filantropa suïssa, creadora de la Maternitat d'Elna (m. 2011).[24]
  - Casablanca: Maurice Ohana, compositor francès (m. 1992).[18]
- 1914 - Oñati (Guipúscoa): Antonino Ibarrondo Oleaga, compositor i director d'orquestra basc (m. 1985).[25]
- 1915 - Nova York (EUA): David Rockefeller, banquer estatunidenc (m. 2017).[26]
- 1919 - Göttingen, Alemània: Uta Hagen, actriu i mestra d'actrius nord-americana.[27]
- 1922 - Florència: Margherita Hack, astrofísica italiana que va destacar per la seva tasca de divulgació científica (m. 2013).[28]
- 1924 - Milton, Massachusetts (EUA): George Herbert Walker Bush, polític estatunidenc, 41è president dels Estats Units d'Amèrica (m. 2018).[29]
- 1928 - Eich, Ciutat de Luxemburg: Anise Koltz, escriptora luxemburguesa.[30]
- 1929 - 
  - Frankfurt del Main, República de Weimar: Anne Frank autora d'El diari d'Anne Frank (m. 1945).[31]
  - Londres, Anglaterra: Brigid Brophy, novel·lista, crítica i activista britànica (m. 1995).[32]
- 1931 - 
  - Neuchâtel, Suïssa: Claudia Andujar, fotògrafa brasilera coneguda per la seva feina fotoperiodística amb la comunitat Ianomami.[33]
  - Barbara Hillary va ser una infermera, editora, aventurera i comunicadora nord-americana.
- 1932 - Durban, Sud-àfrica: Mimi Coertse, soprano sud-africana.[34]
- 1937 - Odessa: Vladímir Arnold, matemàtic (m. 2010).[35]
- 1941 - Chelsea, Massachusetts (EUA): Chick Corea, músic de jazz estatunidenc (m. 2021).[36]
- 1942 - Stuttgart, Alemanya: Bert Sakmann, metge alemany, Premi Nobel de Medicina o Fisiologia de l'any 1991.[37]
- 1946 - París: Catherine Bréchignac, física atòmica, secretària perpètua de l'Acadèmia de les Ciències francesa.[38]
- 1948 - Nova York, Estats Units: Len Wein, guionista de còmics novaiorqués.
- 1959 - Saragossa, Aragó: Juan Antonio San Epifanio "Epi", jugador de bàsquet.
- 1963 - Tomar: Margarida Cardoso, directora de cinema i realitzadora portuguesa.[39]
- 1965 - Sindelfingen, Alemanya: Heide Hatry, artista neo-conceptual d'origen alemany
- 1967 - Madrid: Icíar Bollaín, actriu, directora cinematogràfica i escriptora espanyola.[40]
- 1970 - Nova York: Claudia Gray, escriptora estatunidenca de literatura de ficció romàntica, traduïda al català.[41]
- 1977 - Lilla, França: Ana Tijoux, cantant, músic, MC, lletrista i compositora de rap xilena.[42]
- 1984 - Moncalieri: Chiara Appendino, política italiana, que fou alcaldessa de Torí.[43]
- 1986 - La Corunya, Galícia: Mario Casas Sierra, actor gallec.

## Necrològiques
Països Catalans
- 1972 - València: Raquel Payà, pedagoga valenciana (n. 1918).
- 2007 - Barcelona: Dolors Vives i Rodon, pilot catalana, pionera de l'aviació durant la Segona República, i professora de piano (n. 1909).[44]
- 2014 - Barcelona: Francesc Vallverdú i Canes, poeta, tècnic editorial, traductor, assessor lingüístic i sociolingüista català.
- 2015 - Figueres, Alt Empordà: Antoni Pitxot, pintor català (n. 1934).
- 2024 - Lloret de Mar: Fermí Reixach, actor de teatre, cinema i televisió català (n. 1946).[45]

Resta del món
- 816 - Roma: Papa Lleó III, papa de Roma.[46]
- 1620 - Graz (Austria): Francesco Giovanni Anerio, compositor italià (n. 1567).[47]
- 1751 - Japó: Tokugawa Yoshimune, 39è shogun. (n. 1684).
- 1835 - Londres (Anglaterra): Edward Troughton, fabricant d'instruments científics anglès (n. 1753).[48]
- 1849 - París: Angelica Catalani, cèlebre soprano italiana (n. 1780).[49]
- 1868 - Celle: Heinrich Wilhelm Stolze, organista i compositor alemany del Romanticisme.
- 1912 - Neuilly-sur-Seine, França: Frédéric Passy, economista i polític, que promogué el pacifisme, Premi Nobel de la Pau el 1901. (n. 1822).[50]
- 1917 - Nova York (Estats Units): Maria Teresa Carreño, pianista i compositora veneçolana (n. 1853).
- 1948 - La Corunya: Celia Brañas, científica gallega pionera. (n.1880).[51]
- 1962 - Washington, Sussex, (Anglaterra):John Ireland, compositor britànic (n. 1879).[52]
- 1963 - Jackson, Mississipi (EUA): Medgar Evers, activista defensor dels drets humans estatunidenc (n. 1925).[53]
- 1978 - Pequín (Xina): Guo Moruo (en xinès simplificat: 郭沫若) també conegut com a Dingtang (鼎堂), és el pseudònim del poeta, dramaturg, assagista i historiador xinès Guo Khaizen (n. 1892).[54]
- 1982 - Múnic (Alemanya): Karl von Frish, etòleg austríac, Premi Nobel de Medicina o Fisiologia de l'any 1973 (n. 1886).[55]
- 1983 - Mont-real, Quebec: Norma Shearer, actriu quebequesa.[56]
- 2003 - Los Angeles, Califòrnia (EUA): Gregory Peck, actor estatunidenc (n. 1916).[57]
- 2006 - Viena, Àustria: György Ligeti, compositor  hongarès (n. 1923).[58]
- 2012 - Bloomington, Indiana (EUA): Elinor Ostrom, economista estatunidenca, Premi Nobel d'Economia de l'any 2009 (n. 1933).[59]
- 2023 - Milà: Silvio Berlusconi, empresari i polític italià (n. 1936).

## Festes i commemoracions
- Dia contra el treball infantil

Església Catòlica
- Sants al Martirologi romà (2011):[60] Sant Onofre, anacoreta; Lleó III, papa; Basílides, Quirí, Nabor i Nazari de Lori, màrtirs (s. I); Odulf d'Utrecht, monjo (854); Eskil de Suècia, bisbe i màrtir (1080); Plàcid d'Ocre, abat (1248); Gaspare Luigi Bertoni, fundador (1853).
- Beats Guido de Cortona, frare franciscà (1250); Florida Cevoli, clarissa (1767); Lorenzo Maria Salvi, passionista (1856); Mercedes Molina, fundadora de les Germanes de Mariana de Jesús (1883).
- Sant Víctor de Gauna.

Església Ortodoxa (segons el calendari julià)
Se celebren els corresponents al 25 de juny del calendari gregorià.
Església Ortodoxa (segons el calendari gregorià)
Corresponen als sants del 30 de maig del calendari julià litúrgic:
- Sants Isaac el Confessor, fundador del monestir Dàlmata de Constantinoble (383); Macrina la Major, àvia de Basili el Gran (340)[61]